# Червенко Петро Іванович
Петро Іванович Червенко (2 січня 1910, село Хижинці, тепер Лисянського району Черкаської області — 18 березня 1987, місто Запоріжжя) — український радянський діяч, голова виконавчого комітету Запорізької обласної сільської ради депутатів трудящих (1964 рік). Кандидат економічних наук (4.08.1964).

## Життєпис
Народився у родині селянина-бідняка. У 1916—1923 роках — учень семирічної школи. У 1923—1925 роках працював у колективному господарстві (комуні) на Черкащині. У вересні 1925 — травні 1928 року — учень Козацької сільськогосподарської профшколи у селі Козацькому на Черкащині, агроном. У 1926 році вступив до комсомолу.
У вересні 1928 — травні 1931 року — студент сільськогосподарського факультету Київського інституту народного господарства, економіст-плановик.
У травні 1931 — березні 1932 року — референт Народного комісаріату земельних справ Української СРР у Харкові.
У червні — грудні 1932 року — старший агроном Олевської машинно-тракторної станції на Житомирщині.
У грудні 1932 — березні 1934 року — агроном Херсонської міської ради.
У квітні 1934 — березні 1935 року — агроном-плановик Миколаївської сільгоспколонії НКВС УРСР у місті Миколаїв. У квітні 1935 — липні 1938 року — агроном сільгоспвідділу НКВС УРСР у місті Києві.
У липні 1938 — січні 1940 року — старший консультант Уповноваженого Народного комісаріату заготівель при РНК УРСР у Києві.
У січні 1940 — липні 1941 року — начальник планового відділу південно-східного управління Народного комісаріату земельних справ УРСР у Києві.
У липні 1941 — липні 1941 року — старший агроном радгоспу «Профінтерн» Харківської області. У серпні 1942 — квітні 1946 року — директор радгоспу «Дубки» Саратовської області РРФСР.
Член ВКП(б) з грудня 1944 року.
У квітні 1946 — вересні 1949 року — директор експериментального господарства «Українка» Харківської області.
У вересні 1949 — січні 1954 року — головний агроном Харківського тресту радгоспів. Одночасно у 1953—1955 роках — студент Запорізького вечірнього університету.
У січні 1954 — травні 1960 року — начальник Запорізького обласного управління радгоспів.
12 травня 1960 — 3 квітня 1962 року — начальник Запорізького обласного управління сільського господарства.
3 квітня 1962 — січень 1964 року — начальник Мелітопольського територіального виробничого колгоспно-радгоспного управління Запорізької області.
13 січня — 16 грудня 1964 року — голова виконавчого комітету Запорізької обласної сільської ради депутатів трудящих. Обраний головою Запорізького облвиконкому на 6-й сесії обласної сільської ради.
16 грудня 1964 — 25 березня 1967 року — 1-й заступник голови виконавчого комітету Запорізької обласної ради депутатів трудящих.
У березні 1967 — лютому 1977 року — директор Центрального науково-дослідного інституту механізації і електрифікації тваринництва південної зони СРСР у місті Запоріжжі.
Автор понад 60 друкованих праць, у тому числі 7 книг та брошур.
З лютого 1977 року — на пенсії у Запоріжжі.

## Родина
Дружина — Девятко Ганна Василівна (1909—2005), діти: Людмила (1937) — інженер, В'ячеслав (1941) — інженер, Галина (1944) — логопед.

## Нагороди
- орден Жовтневої Революції (1971)
- два ордени Трудового Червоного Прапора (26.02.1958, 1966)
- орден «Знак Пошани» (1944)
- медаль «За доблесну працю у Великій Вітчизняній війні 1941—1945 рр.» (1945)
- медаль «За доблесну працю. На відзнаку 100-річчя від дня народження В. І. Леніна» (1970)
- заслужений працівник сільського господарства Української РСР (12.01.1970)